# FC Antibes
Der Football Club d'Antibes ist ein französischer Fußballverein aus Antibes, einer Stadt an der Côte d’Azur im französischen Département Alpes-Maritimes. Juan-les-Pins ist ein mondäner Badeort und Teil der Stadt Antibes.
Gegründet wurde der Klub 1912 als Olympique d’Antibes. Diesen Namen trug er bis 1933, dann hieß er FC Antibes, wurde 1940 in Olympique d’Antibes Juan-les-Pins umbenannt und nahm 1966, nach einer Fusion mit Espérance d’Antibes und US Antiboise, seinen heutigen Namen an.
Die Vereinsfarben sind Blau und Weiß; die Ligamannschaft spielt im Stade du Fort Carré, das eine Kapazität von 4.000 Plätzen aufweist. Während der Fußball-Weltmeisterschaft 1938 wurde hier das Viertelfinale Schweden gegen Kuba (8:0) ausgetragen, damals hatte das Stadion ein Fassungsvermögen von ca. 23.000 Zuschauern.
(Stand: August 2006)

## Ligazugehörigkeit
Profistatus hat Antibes von 1932 bis 1947 besessen. Erstklassig (Division 1, seit 2002 in Ligue 1 umbenannt) spielte der Klub von 1932 bis 1940. Er gehört zu den 20 Gründungsmitgliedern der französischen Profiliga, in deren allererster Saison er als Sieger der Südgruppe eigentlich für das Endspiel um die französische Meisterschaft qualifiziert war; es stellte sich allerdings heraus, dass Olympique Spieler des SC Fives zu bestechen versucht hatte, weshalb an seiner Stelle der zweitplatzierte Lokalrivale, die AS Cannes, im Finale antrat. In der Saison 2013/14 tritt Antibes in der sechstklassigen Division d’Honneur an.

## Bekannte Spieler in Vergangenheit und Gegenwart
- Karl Klima[1] – der Österreicher war im September 1932 der allererste Torschütze der Division 1 überhaupt
- Fernando Giudicelli (1936/37), brasilianischer Weltmeisterschaftsteilnehmer von 1930
- Vilmos Kohut (1939/40)
- Károly Kovács (1932–1934)
- Laurent Robuschi trainierte die Kampfmannschaft insgesamt 25 Jahre lang (von 1968 bis 1975 als Spielertrainer, dann bis 1993 als Trainer)
- Joseph Rodriguez – Olympiques einziger französischer Nationalspieler: 1932 bestritt er zwei Länderspiele und erzielte dabei auch einen Treffer
- Alexandre Villaplane – allerdings war er da kein Nationalspieler mehr